# Jamsz
A jamsz, jam vagy jam(sz)gyökér (Dioscorea, angol: Yam, spanyol: Ñame, francia: Igname) a trópusi lakosság egyik fontos tápláléknövénye. Mintegy 650 fajával a trópusokon és a mérsékelt öv melegebb éghajlatú vidékein mindenütt megtalálható, sőt két faja a Földközi-tenger mellékén, egy pedig Észak-Amerika mérsékelt égövi zónájában is előfordul.

## Etimológia
A növény nyugati világban elterjedt nevei: yame, nyami, iname stb., melyek afrikai eredetűek, sőt az Amerikában elterjedt voz del Congo (Kongó hangja) is az afrikai eredetére utal, valószínűleg a néger rabszolgákkal együtt került át oda. Latin elnevezését az ókori görög orvos és botanikus Pedaniosz Dioszkoridészről kapta.

## Leírás
A növénynemzetségnek számos olyan faja van, amely keményítőben dús, vastag gyökeret növeszt, ezek közül a legismertebbek a Dioscorea alata, a Dioscorea batatas és a Dioscorea esculenta. Ezeket Délkelet-Ázsiában már évezredek óta kultúrnövényként termesztik és sok fajtájukat nemesítették ki.
A jamsz lágy szárú, évelő kúszónövény, melynek szárai több méter magasra felfutnak, ezért rendszerint karózzák. Közepes méretű, fénylőn bőrszerű, húsos levelei szív alakúak és spirális elrendezésűek. A jamsz főként kétlaki egyivarú (külön hím- és nőivarú növényekkel) növénynemzetség, de létezik néhány egylaki fajtája is (hím- és nőivarú virágok egyazon növényen). Az indázatukon megjelenő apró, zöldes-sárga, hatszirmú virágok meddők, magjuk nem lesz, viszont hajtásaikon vegetatív, krumplihoz hasonló apró gumókat nevel, a földben pedig ehető, igen nagy, bunkószerű, gumós tőkéje van. Megvastagodott gyökértörzse változatos alakú. Lehet burgonyához hasonló vagy pedig répaszerű, ezért könnyen összetéveszthető a maniókával vagy az édesburgonyával is. Akadnak olyan változatai, amelyeknek megvastagodott gyökerein sajátságos gyökértövisek képződnek, s ezek az 1,5 cm vastagságot is elérhetik - mint például a D. esculenta var. spinosa esetében. Ezek a tövisek védik a gumókat az őket fogyasztó állatoktól. Létrejöhetnek gumók szártagokból is. Mégpedig az 1. és 2. csomóközből. Ilyen gumótípusra a legjobb példa a Brazíliában honos D. sinuata.

## Felhasználás

### Táplálékként
A jamsz gumói fontos táplálékul szolgálnak a bennszülött lakosság számára. A gumókat általában főtt állapotban fogyasztják, de egyik-másik fajtáé nyersen is fogyasztható. Hasonló módon lehet elkészíteni, mint a közönséges burgonyát és ugyanúgy köretként fogyasztható.

### Gyógyászatban
Egyes fajaik a gyógyászatban használt szteroidkészítmények egyik anyagát, dioszgenint, mások szaponinokat tartalmaznak.

### Ezotériában
Rudolf Steiner 1924-ben a biodinamikus gazdálkodást megalapozó utolsó koberwitzi (ma: Kobierzyce, Lengyelország) előadásán - kérdésre válaszolva - megjegyezte: "A dioscorea batata-t kellene meghonosítani Európában, hogy fő táplálékként felválthassa a burgonyát. (...) Ez a növény egyedüliként van abban a helyzetben, hogy földalatti részeiben fényétert raktározzon el, és ez a jövő emberének nélkülözhetetlen lesz." Az antropozófiai szemlélet szerint a burgonya az egyoldalú, materialista gondolkodást segíti elő, ezért fogyasztása a szellemi előrehaladást hátráltatja, a fénygyökér hatása viszont szellemileg nem hátráltató, ugyanakkor íze hasonló a burgonyáéhoz. Sőt, mivel gyökerében ún. fényétert tartalmaz, ezért feltételezhetően segíti a világos, széleskörű gondolkodást, és az ezen a gondolkodáson alapuló szellemi előrehaladást.

## Fordítás
- Ez a szócikk részben vagy egészben  a   Yam (vegetable) című angol Wikipédia-szócikk fordításán alapul.  Az eredeti cikk szerkesztőit annak laptörténete sorolja fel. Ez a jelzés csupán a megfogalmazás eredetét és a szerzői jogokat jelzi, nem szolgál a cikkben szereplő információk forrásmegjelöléseként.